# Wolfgang Brandl
Pour les articles homonymes, voir Brandl.
Wolfgang Brandl, né le 12 mars 1986,, est un coureur cycliste allemand.

## Biographie
En 2015, Wolfgang Brandl réalise deux tops dix sur des étapes du Tour du Venezuela. L'année suivante, il termine troisième d'une étape du Tour du Sénégal, sous les couleurs du Team Embrace the World. Il rejoint ensuite l'équipe continentale Ecuador en 2017.
En 2020, il intègre l'effectif de la formation Skyline. Il se distingue en 2021 dans les critériums américains en obtenant plusieurs victoires et diverses places d'honneur. L'année suivante, il représente l'Allemagne lors des premiers championnats du monde de gravel en Vénétie. 

## Palmarès et résultats

### Palmarès par année
- 2009
  - 3e de la Ronde du Piémont Vosgien
- 2016
  - Cantua Creek Road Race
  - Jumpstart Classic Criterium
- 2021
  - Detroit Cycling Championship
  - Easton Twilight Criterium
  - Ride Sally Ride
  - Winston-Salem Criterium
  - 3e de l'Intelligentsia Cup

### Classements mondiaux
| Année                                 | 2016  |
| ------------------------------------- | ----- |
| Classement mondial                    | 2818e |
| UCI Africa Tour                       | 250e  |
|                                       |       |
| Légende : nc = non classéSource : UCI |       |